# Пфалц-Мозбах-Ноймаркт
Пфалц-Мозбах-Ноймаркт (на немски: Pfalz-Mosbach-Neumarkt) е пфалцграфство на Свещената Римска империя от 1448 до 1499 г. Образува се през 1448 г. чрез обединение на териториите Пфалц-Мозбах и Пфалц-Ноймаркт и е управлявано до 1499 г. от линията Пфалц-Мозбах на пфалцските Вителсбахи. Столици са Мозбах и Ноймаркт (в Горен Пфалц). Първият владетел е Ото I (1410 – 1461) със столица Мозбах.

## История
Пфалцската линия на Вителсбахите се разделя след смъртта на курфюрст Рупрехт III фон дер Пфалц през 1410 г. на четири линии: най-малкият син Ото I († 5 юли 1461) основава линията Пфалц-Мозбах. През 1448 г. умира племенникът му Христоф бездетен и Ото наследява негововото пфалцграфство Пфалц-Ноймаркт и така се образува пфалцграфството Пфалц-Мозбах-Ноймаркт.
Ото II (1435 – 1499) наследява баща си и мести столицата в Ноймаркт. Там той умира бездетен. Територията минава обратно на курфюрст Филип фон дер Пфалц (Курлиния) и се обединява отново с Курпфалц.